# Dansk Melodi Grand Prix 2010
La quarantesima edizione del Dansk Melodi Grand Prix si è tenuta il 6 febbraio 2010 presso il Gigantium di Aalborg e ha selezionato il rappresentante della Danimarca all'Eurovision Song Contest 2010.
I vincitori sono stati Chanée & N'evergreen con In a Moment like This.

## Organizzazione
Nel mese di agosto 2009 l'emittente danese Danmarks Radio (DR) ha rivelato i primi dettagli riguardanti l'organizzazione del Dansk Melodi Grand Prix: il concorso infatti si sarebbe articolato in un'unica finale il 6 febbraio 2010, ospitata dalla città di Aalborg, nello Jutland Settentrionale, mentre i 10 partecipanti sarebbero stati selezionati dall'emittente (6 tra i brani ricevuti e 4 artisti professionisti invitati direttamente da DR).
Tra il 28 agosto e il 5 ottobre 2009 gli aspiranti partecipanti hanno inviato i propri brani all'emittente, che in totale ne ha ricevuti 562.

### Controversie
Zindy Laursen era stata inizialmente selezionata tra i partecipanti con il brano All About Me, tuttavia si ritirò l'11 gennaio 2010, un giorno prima che la lista degli artisti fosse divulgata. Ciò fu dovuto al fatto che il brano era già stato pubblicato prima del settembre 2009, limite imposto dall'Unione europea di radiodiffusione per i brani partecipanti all'Eurovision Song Contest. Laursen è stata sostituita dalla MariaMatilde Band.

## Partecipanti
La lista dei 10 partecipanti è stata divulgata da DR il 12 gennaio 2010.
| Artista              | Brano                 | Lingua  | Musica (m) e testo (t)                                                    |
| -------------------- | --------------------- | ------- | ------------------------------------------------------------------------- |
| Bryan Rice           | Breathing             | Inglese | Peter Bjørnskov (m & t)                                                   |
| Chanée & N'evergreen | In a Moment like This | Inglese | Thomas G:son (m & t), Henrik Sethsson (m & t) e Erik Bernholm (m)         |
| Jens Marni           | Gloria                | Inglese | Svend Gudiksen, Johannes Jørgensen e Noam Halby (m & t)                   |
| Joakim Tranberg      | All About a Girl      | Inglese | Lars Halvor Jensen, Martin Michael Larsson e Ronan Keating (m & t)        |
| Kaya Brüel           | Only Tonight          | Inglese | Kaya Brüel (m & t)                                                        |
| MariaMatilde Band    | Panik!                | Danese  | Maria Sejer, Matilde Kühl, Mads Haugaard e Marcus Winther-John (m & t)    |
| Silas & Kat          | Come Come Run Away    | Inglese | Lise Cabble e Simon Munk (m & t)                                          |
| Simone               | How Will I Know       | Inglese | Jacob Launbjerg (m) e Andreas Mørck (t)                                   |
| Sukkerchok           | Kæmper for kærlighed  | Danese  | Lasse Lindorff, Martin Michael Larsson e Lise Cabble (m & t)              |
| Thomas Barsøe        | Just Like Rain        | Inglese | Patrick Jonsson, Joakim Övrenius, Thomas Karlsson e Thomas Barsøe (m & t) |
| Zindy Laursen        | All About Me          | Inglese | Zindy Laursen (m & t)                                                     |

## Finale
La finale si è tenuta il 6 febbraio 2010 alle ore 20:00 (UTC+1) presso il Gigantium di Aalborg ed è stata trasmessa su DR1 e sul sito web dell'emittente.
| #  | Artista              | Brano                 |
| -- | -------------------- | --------------------- |
| 1  | Bryan Rice           | Breathing             |
| 2  | Joakim Tranberg      | All About a Girl      |
| 3  | MariaMatilde Band    | Panik!                |
| 4  | Simone               | How Will I Know       |
| 5  | Jens Marni           | Gloria                |
| 6  | Chanée & N'evergreen | In a Moment like This |
| 7  | Kaya Brüel           | Only Tonight          |
| 8  | Thomas Barsøe        | Just Like Rain        |
| 9  | Sukkerchok           | Kæmper for kærlighed  |
| 10 | Silas & Kat          | Come Come Run Away    |

### Duelli
| Duello | Artista              | Brano                 |
| ------ | -------------------- | --------------------- |
| I      | Simone               | How Will I Know       |
| I      | Chanée & N'evergreen | In a Moment like This |
| II     | Silas & Kat          | Come Come Run Away    |
| II     | Bryan Rice           | Breathing             |

### Finalissima
| Artista              | Brano                 |
| -------------------- | --------------------- |
| Chanée & N'evergreen | In a Moment like This |
| Bryan Rice           | Breathing             |

## All'Eurovision Song Contest
La Danimarca si è esibita 4ª nella seconda semifinale classificandosi 5ª con 101 punti e qualificandosi per la finale dove, esibendosi 25ª, si è classificata 4ª con 149 punti.

### Voto

#### Punti assegnati alla Danimarca
| Punteggio (101)                           | Punteggio (101)                   | Punteggio (101)   | Punteggio (101) | Punteggio (101)         |
| 12                                        | 10                                | 8                 | 7               | 6                       |
| ----------------------------------------- | --------------------------------- | ----------------- | --------------- | ----------------------- |
| - Romania - Svezia                        | - Slovenia                        | - Norvegia        | - Israele       | - Azerbaigian - Turchia |
| 5                                         | 4                                 | 3                 | 2               | 1                       |
| - Armenia - Lituania - Svizzera - Ucraina | - Croazia - Irlanda - Paesi Bassi | - Cipro - Georgia | - Bulgaria      |                         |

| Punteggio (149)                                    | Punteggio (149)                               | Punteggio (149)             | Punteggio (149)                                                    | Punteggio (149) |
| 12                                                 | 10                                            | 8                           | 7                                                                  | 6               |
| -------------------------------------------------- | --------------------------------------------- | --------------------------- | ------------------------------------------------------------------ | --------------- |
| - Irlanda - Islanda - Polonia - Romania - Slovenia | - Lettonia                                    | - Malta - Norvegia - Svezia | - Slovacchia                                                       | - Regno Unito   |
| 5                                                  | 4                                             | 3                           | 2                                                                  | 1               |
| - Armenia - Estonia                                | - Azerbaigian - Israele - Portogallo - Spagna | - Lituania                  | - Albania - Belgio - Croazia - Finlandia - Macedonia - Paesi Bassi | - Russia        |

#### Punti assegnati dalla Danimarca
| Punti | Paese       |
| ----- | ----------- |
| 12    | Svezia      |
| 10    | Turchia     |
| 8     | Romania     |
| 7     | Cipro       |
| 6     | Irlanda     |
| 5     | Azerbaigian |
| 4     | Paesi Bassi |
| 3     | Ucraina     |
| 2     | Croazia     |
| 1     | Lituania    |

| Punti | Paese       |
| ----- | ----------- |
| 12    | Germania    |
| 10    | Belgio      |
| 8     | Romania     |
| 7     | Francia     |
| 6     | Turchia     |
| 5     | Norvegia    |
| 4     | Portogallo  |
| 3     | Islanda     |
| 2     | Azerbaigian |
| 1     | Cipro       |